# Мирович, Василий Яковлевич
Васи́лий Я́ковлевич Миро́вич (1739, Тобольск — 15 сентября 1764) — организатор неудачной попытки дворцового переворота в 1764 году в России. Подпоручик Смоленского пехотного полка.

## Биография
Дед Василия, переяславский полковник Фёдор Мирович, был сторонником гетмана Ивана Мазепы и после поражения Карла XII бежал в Польшу. Отец его, Яков Мирович, ездил тайно в Польшу, за что был сослан в Сибирь (а фамильные имения конфискованы), где Василий Мирович и родился в 1739 году.
Послужной список: 11 июня 1753 года — капрал, 15 июля — каптенармус, 1 января 1756 года — сержант, 4 декабря 1760 года — прапорщик, 1 октября 1763 года подпоручик. Стоит заметить, что Мирович был 10 месяцев флигель-адъютантом у генерал-аншефа П. И. Панина, и в 1763 году переведён в Нарвский полк офицером. Затем В. Мирович служил в Смоленском пехотном полку, но в 1763 году попросил перевести его в Шлиссельбург.
Обедневший потомок некогда богатых малороссийских дворян, подпоручик Мирович в 1764 году находился на службе в Шлиссельбурге и периодически нёс караульную службу в Шлиссельбургской крепости. Узнав, что таинственный узник № l — бывший император Иоанн Антонович, он решился освободить его и возвести на престол.
В результате попытки Мировича во главе солдат караульной команды освободить Иоанна Антоновича последний был убит 5 июля 1764 года приставами капитаном Власьевым и поручиком Чекиным. Стражникам бывшего императора была выдана секретная инструкция умертвить арестанта, если его будут пытаться освободить (даже предъявив указ императрицы об этом), поэтому в ответ на требование Мировича о капитуляции они закололи узника и только потом сдались.
По приговору Сената был четвертован 15 сентября 1764 года на Сытнинской площади. В числе обстоятельств, побудивших Мировича к «бунту», считают и его озлобление против Екатерины II за неоднократный отказ в просьбе о возвращении потомственных имений.
Существует конспирологическая версия, согласно которой заговор спровоцировала сама Екатерина, чтобы избавиться от бывшего императора.

## В литературе и искусстве
- Роман Г. П. Данилевского «Мирович».
- Картина художника Ивана Творожникова «Поручик Василий Мирович у трупа Иоанна Антоновича 5-го июля 1764 года в Шлиссельбургской крепости» (1884).
- Замысел романа «Император» Ф. М. Достоевского. Неосуществленный замысел (впервые опубл.: Недра. М., 1923. Кн. 2. С. 279—280), зафиксированный в рабочей тетради 1867—1869 гг. и озаглавленный «Одна мысль (поэма). Тема под названием „Император“».Наряду с созданными в юношестве «Борисом Годуновым» и «Марией Стюарт» являлось единственным случаем, когда центральными фигурами произведения должны были стать реальные исторические лица[2][3]
- Драма Елены Шварц «История об Иване Антоновиче, русском императоре, о том, что первее — бунт или бунтовщик, а также о двух молодых людях обыкновенной наружности, Василии Мировиче и его друге Аполлоне Ушакове и о том, как им всем не повезло» (1968).
- Соснора В. А. «Две маски» (1968).
- Пикуль В. С. «Фаворит» (1984). Том 1 «Его императрица», глава «Шлиссельбуржская нелепа».
- Эпизод попытки освобождения подпоручиком Мировичем и убийство Иоанна Антоновича охраной показан в 9 серии историко-биографического сериала «Михайло Ломоносов».
- Сериал Екатерина. Роль исполнил Иван Коряковский.